# Hjärtmuskelinflammation
Hjärtmuskelinflammation (myokardit) innebär inflammation i hjärtmuskeln (latin: myocardium) och är en relativt vanlig hjärtsjukdom. Myokardit förekommer vanligtvis i samband med infektioner. Myokardit kan vara kopplat till perikardit. Arytmier är vanliga och därför ska den drabbade initialt övervakas på sjukhus. Sjukdomen läker ofta ut av sig själv; i annat fall kan den utvecklas till kardiomyopati.

## Symptom
- Bröstsmärta
- Kongestiv hjärtsvikt
- Palpitationer

## Diagnos
- Elektrokardiografi
- Höjda inflammationsmarkörer (sänka och CRP)
- Höjda hjärtskademarkörer (troponin T, CK)
- Biopsi av hjärtsäcksmuskulaturen är effektivt när det gäller att ställa diagnosen myokardit.

## Orsaker

### Infektioner
- Bakterier
- Virus
- Protozoer
- Parasiter

### Immunologiska
- Allergisk reaktion
- Transplantationsavstötning
- Autoantigen (till exempel vid reumatisk feber)

### Toxikologisk
- Arsenik
- Tungmetaller

## Behandling
- Antibiotika mot bakterier (fungerar ej mot virus)
- Symptomatisk behandling med diuretika och antiinflammatoriska medel.
- Motionsförbud i upp till ett halvår efter diagnostik.